# Kékes Ferenc
Kékes Ferenc (Pécs, 1955. szeptember 9. –) magyar jogász, politikus, országgyűlési képviselő.

## Életpályája

### Iskolái
1981-ben végzett a Janus Pannonius Tudományegyetem Jogtudományi Karán. 1993-ban a Janus Pannonius Tudományegyetem Bölcsészettudományi Karán humán szervező lett. 2002-ben a Janus Pannonius Tudományegyetem Jogtudományi Karán európai szakjogász végzettséget szerzett.

### Pályafutása
1974–1977 között a Mecseki Szénbányáknál csillés, 1977–1981 között laboráns, 1981–1985 között előadó, 1985–1994 között osztályvezető volt. 1994–1998 között a Mecseki Bányavagon-hasznosító Rt. igazgató-helyettese volt. 2007-től a Baranya Megyei Kormányhivatal jogtanácsosa, munkaügyi szakterületen. 2009-től a pécsi Rotary Club tagja, 2012–2013 között, valamint 2021–2022 között elnöke. 2019-ben nyugdíjba vonult.

### Politikai pályafutása
1989 óta az MSZP tagja. 1994–1998 között pécsi önkormányzati képviselő volt. 1998-ban országgyűlési képviselőjelölt volt. 1998–2006 között a Baranya Megyei Közgyűlés elnöke, majd tagja volt. 2002–2006 között országgyűlési képviselő (Pécs, Kozármisleny) volt. 2002–2006 között a Területfejlesztési bizottság tagja, valamint Az EU intézményeihez való csatlakozással foglalkozó albizottság elnöke volt.

## Díjai
- Pro Facultate Sciential Sanitata (2003)
- A Magyar Érdemrend tisztikeresztje (2006)